# Márcio Miranda Freitas Rocha da Silva
Márcio Miranda Freitas Rocha da Silva (sinh ngày 20 tháng 3 năm 1981) là một cầu thủ bóng đá người Brasil.

## Đội tuyển bóng đá quốc gia Brasil
Márcio Miranda Freitas Rocha da Silva thi đấu cho đội tuyển bóng đá quốc gia Brasil từ năm 2005.

## Thống kê sự nghiệp
| Đội tuyển bóng đá Brasil | Đội tuyển bóng đá Brasil | Đội tuyển bóng đá Brasil |
| Năm                      | Trận                     | Bàn                      |
| ------------------------ | ------------------------ | ------------------------ |
| 2005                     | 1                        | 0                        |
| Tổng cộng                | 1                        | 0                        |